# BMW 309
La BMW 309 è un'autovettura di fascia medio-bassa prodotta dal 1934 al 1936 dalla casa automobilistica tedesca BMW.

## Storia e profilo
La 309 fu introdotta nel 1934 come erede della 3/20. Rispetto a quest'ultima rappresenta un notevole passo in avanti per quanto riguardava il concetto di abitabilità in una vettura di fascia medio-bassa. Era infatti molto più grande e spaziosa della vetturetta che andava a sostituire, a tutto vantaggio dello spazio interno a disposizione degli occupanti. Infatti, il telaio della 309 era lo stesso utilizzato già l'anno prima per la 303, appartenente alla fascia immediatamente più alta e quindi più grande anche nelle dimensioni. Anche qui venne quindi riconfermato il frontale con calandra a doppio rene.

### Caratteristiche
La 309 nasceva su un telaio separato costituito dal longheroni tubolari in acciaio e da traverse scatolate, sempre in acciaio. La scocca era invece in legno. Dal punto di vista del telaio, furono riprese le stesse caratteristiche della 303: per quanto riguarda l'impianto frenante si ritrovano quindi i freni a tamburo sulle quattro ruote con comando a cavo. Per quanto riguarda invece le sospensioni, era previsto un avantreno a ruote indipendenti con due balestre semiellittiche trasversali sovrapposte ed ammortizzatori idraulici, mentre il retrotreno era ad assale rigido con una balestra semiellittica longitudinale per lato ed ammortizzatori a leva. 

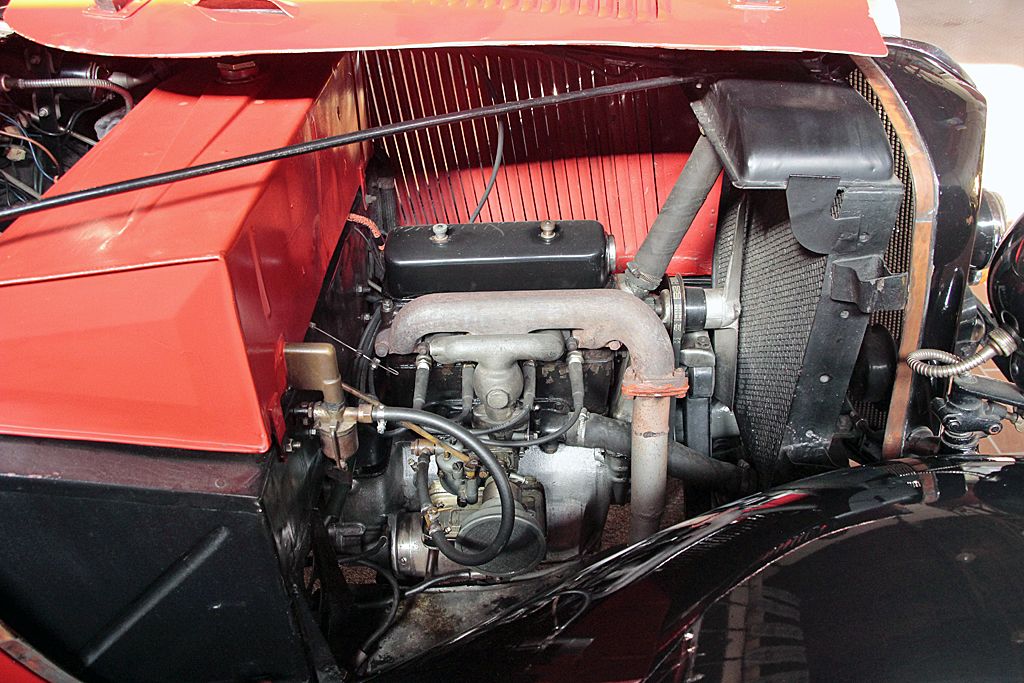
Motore di una 309 del 1934

Il motore era invece il 4 cilindri M68 derivante dalla rialesatura del vecchio motore della 3/20 (dal quale era stato derivato anche lo stesso 6 cilindri della 303). La cilindrata era così di 845 cm³. La distribuzione era a valvole in testa, due per cilindro, con un asse a camme laterale, mentre l'alimentazione era affidata ad un carburatore Solex monocorpo. In questo modo, la potenza massima salì a 22 CV a 3500 giri/min. Ma una delle novità di maggior rilievo sul piano tecnico fu l'applicazione dei supporti elastici in caucciù per il motore stesso, un brevetto che la Casa dell'Elica acquisì dall'americana Chrysler. Tale soluzione consentì di smorzare le vibrazioni del piccolo quadricilindrico migliorando così il comfort all'interno dell'abitacolo. La trasmissione prevedeva una frizione monodisco a secco, mentre il cambio era manuale a 4 marce, delle quali la terza e la quarta erano sincronizzate.

### Carriera commerciale

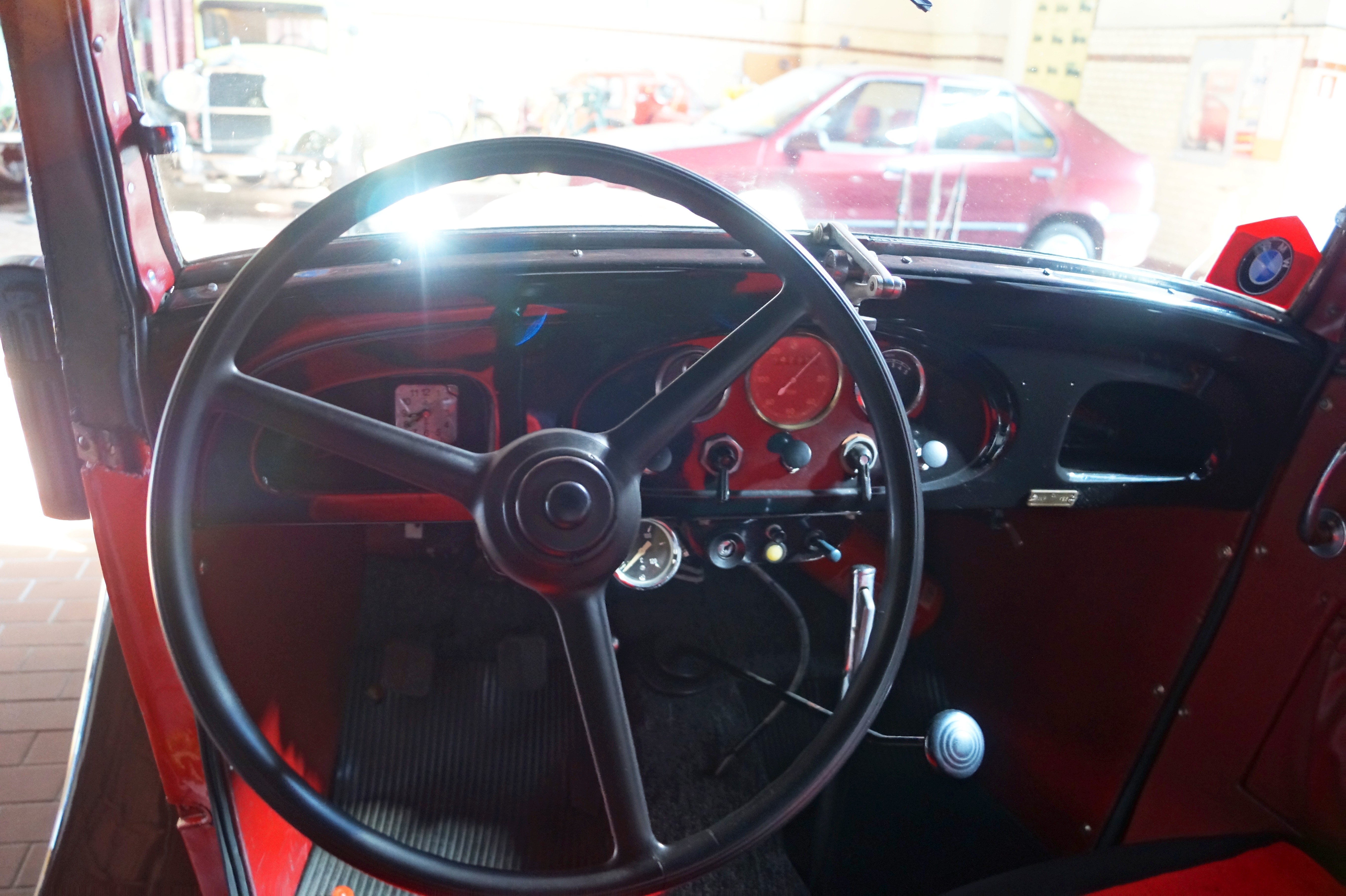
Posto di guida di una 309

La 309 venne immessa nel mercato in quattro differenti tipi principali di carrozzeria, ossia berlina, trasformabile, torpedo e cabriolet: a queste due configurazioni si aggiunsero una Sport-Cabrio, ossia una cabriolet con allestimento più marcatamente sportiveggiante, e, durante il primo anno di commercializzazione, anche una versione kübelwagen per le forze armate tedesche. In quest'ultima configurazione, il motore venne portato a 24 CV di potenza massima. I prezzi variavano fra i 3.200 RM richiesti per una berlina e i 4.200 RM richiesti invece per una Sport-Cabrio. La carriera commerciale della 309 si snodò in parallelo con la più potente BMW 315, simile alla 309 nella scocca, specialmente nelle versioni berlina, ma con un più potente motore a 6 cilindri da 1,5 litri.
Il grosso problema della 309 stava nelle prestazioni, ancora non molto brillanti, a causa del grosso corpo vettura in contrasto con i soli 22 CV del propulsore, appena 2 in più rispetto a quelli della sua antenata, che però era molto più piccola e leggera. La velocità massima si fermava quindi ad 80 km/h. Per questo motivo, la vettura stentò sul mercato tedesco delle vetture di fascia medio-bassa, che in quegli anni era dominato dalla Opel, e riuscì a totalizzare circa 6.000 esemplari dopo due anni di premanenza in listino. Tale risultato, a metà anni '30 non era niente di eclatante, specie visto e considerato che la precedente 3/20 riuscì a venderne oltre mille in più. In ogni caso, la 309 fu l'ultima vettura di cilindrata ridotta prodotta dalla BMW per i successivi 23 anni. Tolta di produzione nel 1936, la 309 potrà ritrovare una sua possibile erede (anche se la definizione è azzardata) nella BMW 700 del 1959.